# Негрево
Негрево (изписване до 1945 година: Негрѣво; на македонска литературна норма: Негрево) е село в Северна Македония, община Пехчево.

## География
Селото е разположено в историческата област Малешево.

## История
В околностите на Негрево има останки от три късноантични селища – в местностите Боро, Грамади и Калов дол.
В края на XIX век Негрево е българско село в Малешевска каза на Османската империя. Църквата „Св. св. Константин и Елена“ е от 1858 година.
Според статистиката на Васил Кънчов („Македония. Етнография и статистика“) от 1900 г. Негрево е населявано от 315 жители българи християни.
В началото на XX век цялото население на Негрево е под върховенството на Българската екзархия. По данни на секретаря на екзархията Димитър Мишев („La Macédoine et sa Population Chrétienne“) през 1905 година в Негрово има 400 българи екзархисти и функционира българско училище.
Сръбските окупационни граничари от поста Кадница през февруари 1915 година всяка нощ влизали насила по домовете на българите в селото и изнасилвали жените им, а на 25 същия месец 48-годишният баща на 6 малолетни деца Георги Димчев е заклан от сръбските окупатори, докато е пасе козите си. Местният жител Ташко Баджуков, хвърлен в                   затвора след Втората световна война заради българското си самосъзнание, умира в резултат на изтезанията, на които е подлаган.
Според преброяването от 2002 година селото има 97 жители, всички северномакедонци.

## Личности
Родени в Негрево
- Евтим Кантурски, български революционер
- Ефтим Клетников (р. 1946), северномакедонски поет и есеист
- Димитър Негревски, български революционер
- Иван Стамболиев (? - 1928), български революционер
- Никола Иванов, български революционер от ВМОРО, четник на Кръстьо Българията[7]
- Никола Караиванов Колтата (1877 – 1923), български революционер, деец на ВМРО, убит на 17 февруари 1923 година от четата на ренегата Илия Пандурски.[8]